# آنتوان ولودین
آنتوان ولودین (به فرانسوی: Antoine Volodine) رمان‌نویس قرن بیستم میلادی اهل فرانسه است.